# 里切尔卡
里切尔卡（義大利語：ricercar，義大利語發音：[rit͡ʃɛrkar]，原意为寻求、探索），又称为利切卡尔、寻求曲、无插入赋格，是16至17世纪的一种复调器乐曲。意大利作曲家安德烈·加布里埃利、吉罗拉马·弗雷斯科巴尔迪等人所作的利切卡尔风格类似于幻想曲与随想曲。后来出现的主题模仿的利切卡尔，以一个短小的主题为基础，先由一个声部奏出主题，之后通过其他声部的模仿使得主题得以连绵不断的发展。这种形式后来发展成为了赋格。巴赫《音乐的奉献》中便有一首三声部利切卡尔与一首六声部利切卡尔。

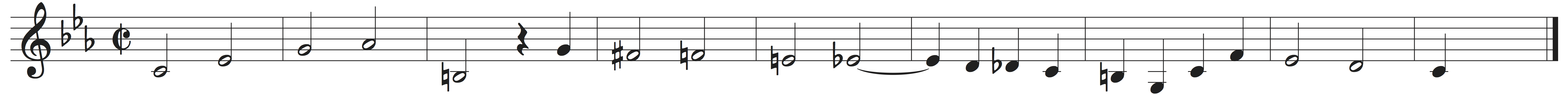
巴赫《音乐的奉献》中六声部利切卡尔主题